# Никорво
Нико̀рво (на италиански: Nicorvo; на ломбардски: Nicòrav, Никорав) е село и община в Северна Италия, провинция Павия, регион Ломбардия. Разположено е на 115 m надморска височина. Населението на общината е 307 души (към 2017 г.).